# Giorgina Bertolucci di Vecchio
Giorgina Bertolucci di Vecchio (San Ginese, 1899 – Milano, 1985) è stata una pittrice italiana.
Toscana di nascita e formazione, fu attiva e nota soprattutto in area milanese.

## Biografia
Formatasi a Lucca e quindi all'Accademia di belle arti di Firenze sotto la guida di Felice Carena, si trasferì a Milano, dove ottenne buon successo commerciale e di critica, oltre che commissioni per il Pio Albergo Trivulzio e l'Ospedale Maggiore. Istituì il Premio Diomira per la pittura dedicato ai giovani artisti sotto i trent'anni, intitolandolo alla memoria della figlia Diomira, prematuramente scomparsa.

## Esposizioni e premi
Ottenne riconoscimenti alla Mostra Interregionale del Ritratto di Milano (1933) e al Concorso del Ritratto Femminile di San Remo (1938).
Nel 1948 partecipò alla XXIV Biennale di Venezia con una Natura morta ad olio, mentre nel 1955-56 espose alla VII Quadriennale di Roma.

## Opere in musei e collezioni

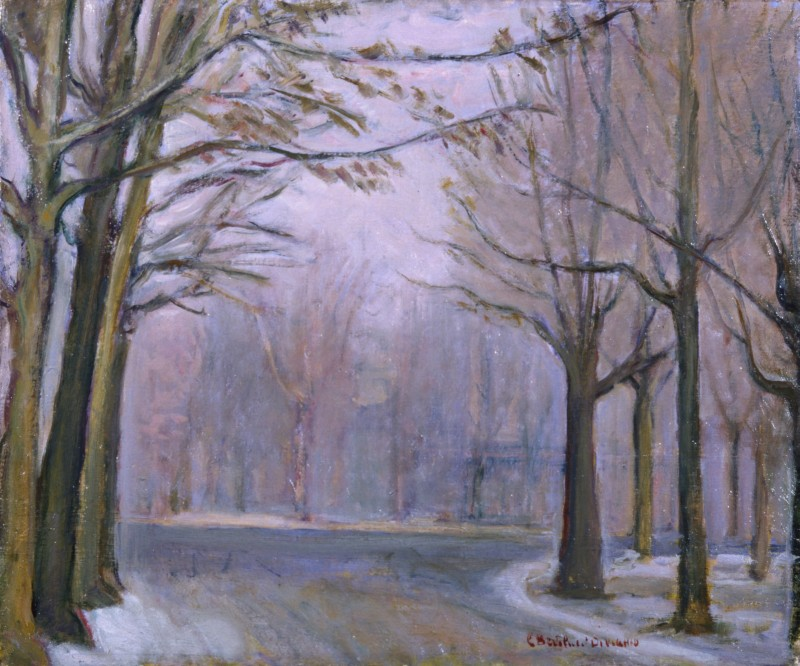
Inverno al parco, 1953 (Collezioni d'arte della Fondazione Cariplo)

La Galleria d'arte moderna di Milano conserva l'opera Natura morta di pesci (1941).
Nel 1942 l'Ospedale Maggiore di Milano le commissionò per la propria Quadreria dei benefattori il ritratto di Atto Marolla, avvocato e Commissario prefettizio dell'Ente tra il 1928 e il 1929: l'opera, eseguita nel corso dell'anno su base di alcune fotografie, è caratterizzata da una forte ricerca plastica di stampo novecentista, e da uno stile richiamante la pittura ad affresco.
Nelle Collezioni d'arte della Fondazione Cariplo è conservato il dipinto Inverno al parco.
La Pinacoteca di Brera possiede una sua Annunciazione.

## Stile pittorico
Si dedicò principalmente al paesaggio, alla natura morta e al ritratto. Passò con gli anni da un'impostazione novecentista ad un uso più delicato della forma e del colore, secondo gli insegnamenti del chiarismo lombardo.